# مسجد السلطان سليم الأول
يقع جامع السلطان سليم الأول في مدينة مانهايم بألمانيا، افتتح سنة 1995، وتسميته نسبة إلى السلطان سليم الأول.
حتى عام 2008 كان أكبر مسجد في ألمانيا، ويستقبل 3000 مصليا في نهاية كل أسبوع.

## روابط خارجية
- Yavuz-Sultan-Selim-Moschee
- Mannheimer Institut für Integration und interreligiösen Dialog